# Muzeum Marca Chagalla w Witebsku
Muzeum Marca Chagalla w Witebsku (biał. Віцебскі музей Марка Шагала) – centrum sztuki oraz dom-muzeum Marca Chagalla w Witebsku na Białorusi.

## Historia
Muzeum składa się dwóch części: centrum sztuki założonego w 1992 i domu-muzeum, otwartego dla zwiedzających w 1997 roku. Dom został zbudowany przez ojca artysty na początku XX wieku, Marc Chagall mieszkał w nim w młodości. Podczas II wojny światowej budynek mocno ucierpiał od bombardowań i ognia. W 2002 roku przy centrum sztuki otwarto bibliotekę naukową, która dysponuje około 3500 książkami o Marcu Chagallu i sztuce w różnych językach.

## Zbiory
Kolekcja domu-muzeum (ul. Pokrowskaja 11) obejmuje przedmioty codziennego użytku z przełomu XIX i XX wieku, pierwsze prace artysty oraz jego przedmioty osobiste, natomiast centrum sztuki (ul. Sowieckaja 25) na wystawie stałej prezentuje głównie prace graficzne Chagalla: litografie, drzeworyty, akwaforty, akwatinty, jest to jedna z większych światowych kolekcji Chagalla obejmująca około 300 jego prac.

## Galeria

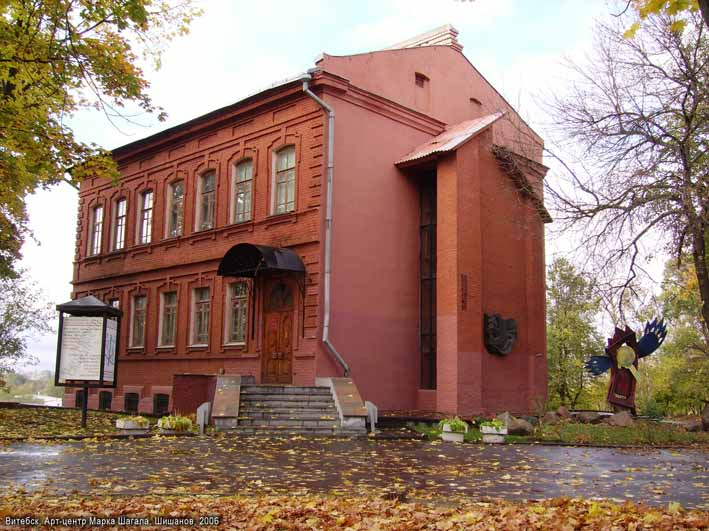
Centrum sztuki (2006)
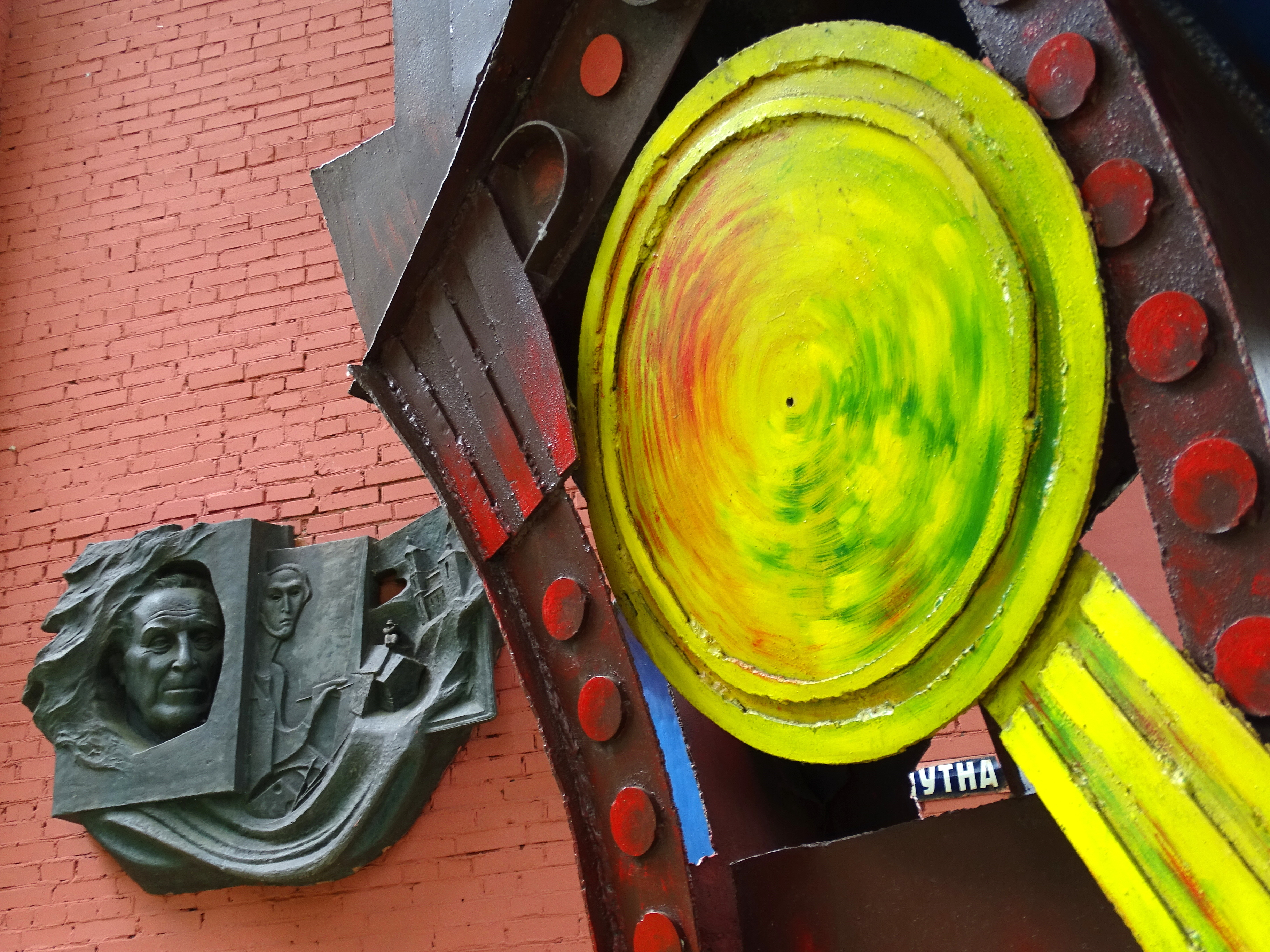
Tablica na centrum sztuki (2016)
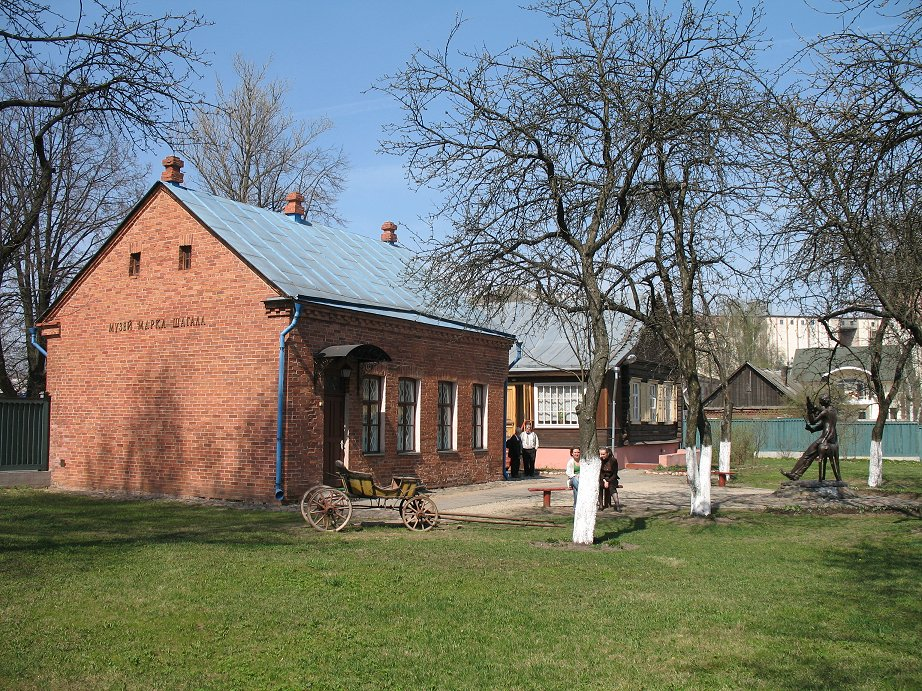
Widok domu-muzeum od ogrodu (2009)
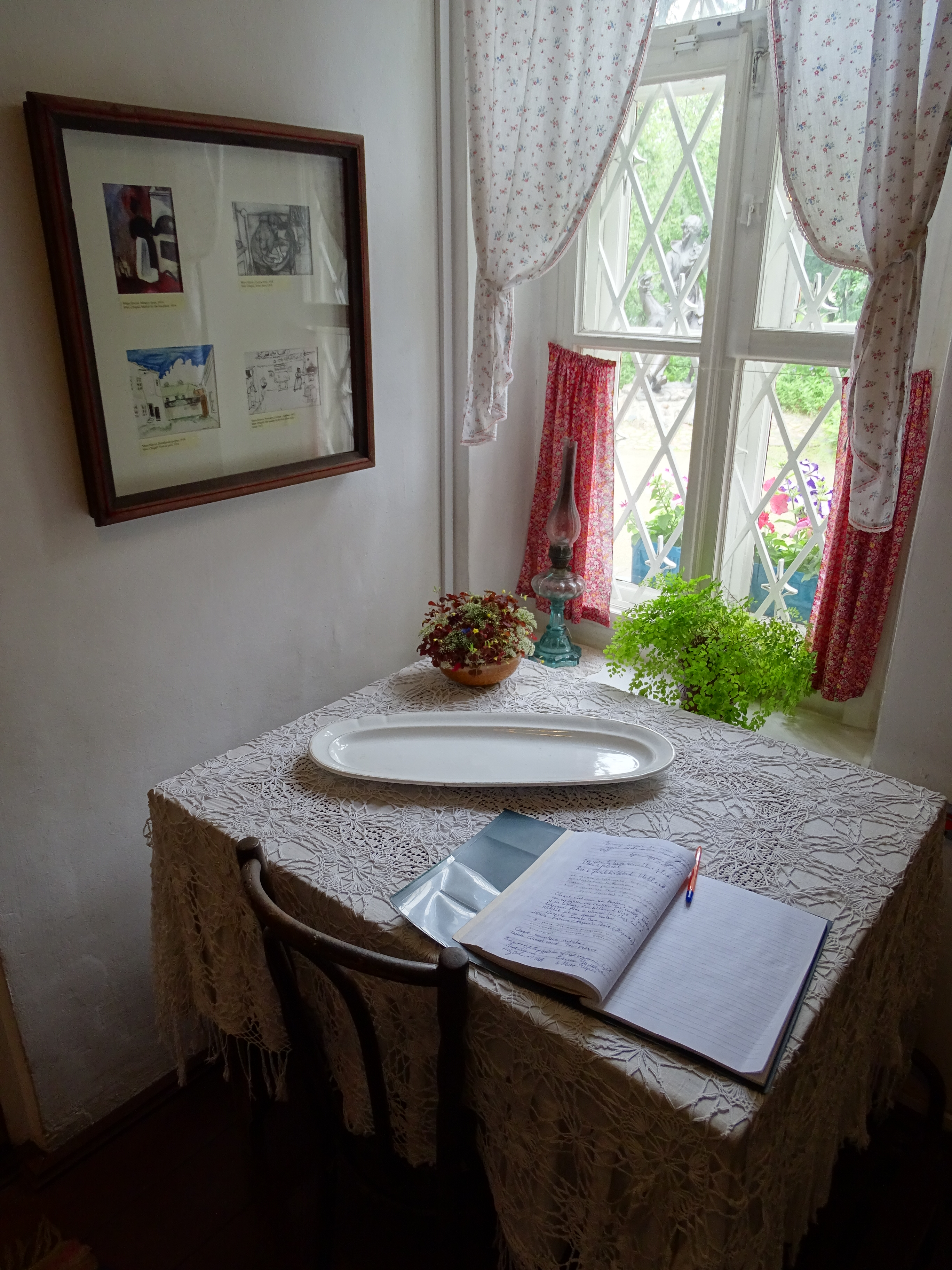
Wnętrze domu-muzeum (2016)
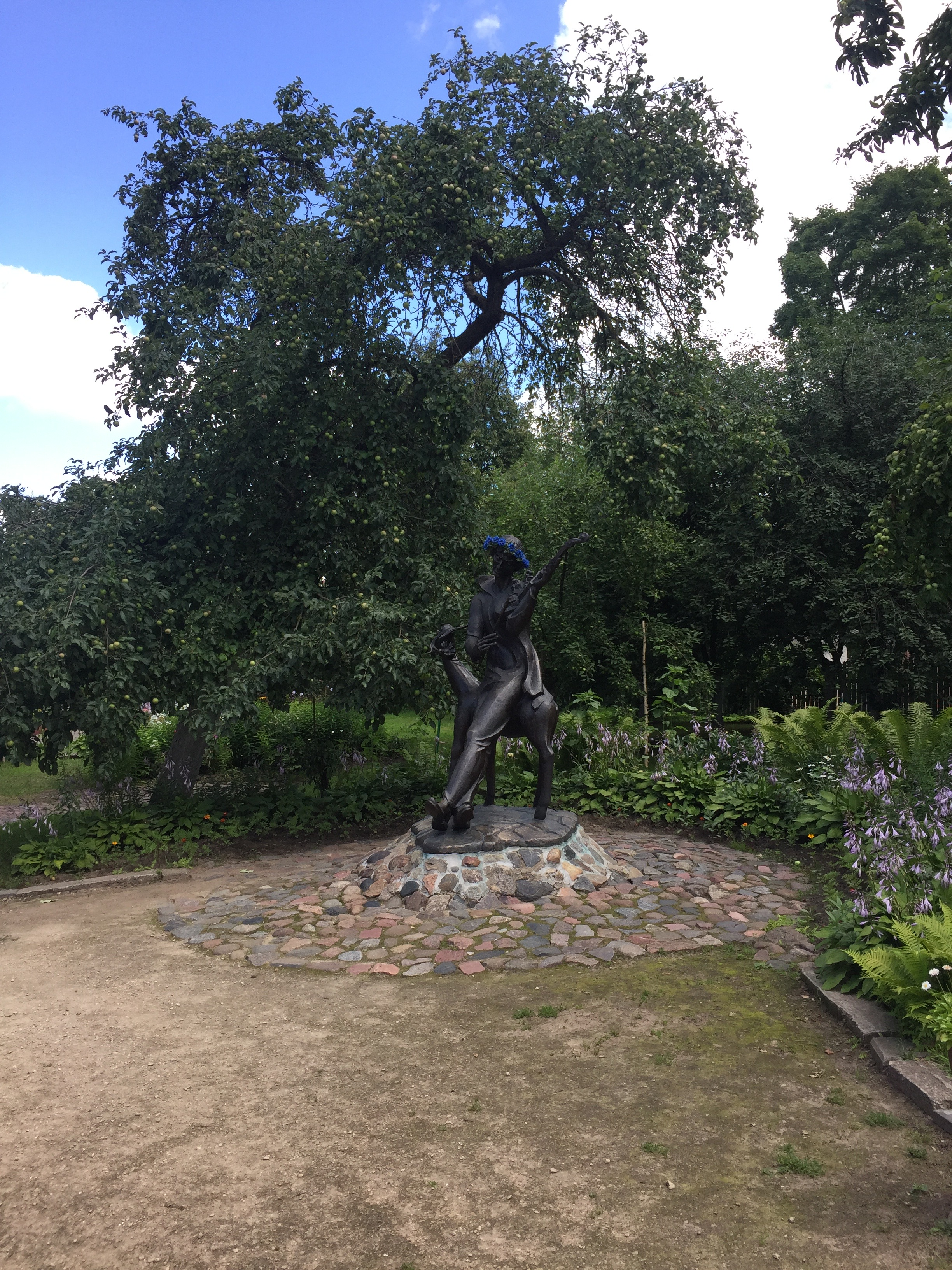
Rzeźba w ogrodzie (2018)
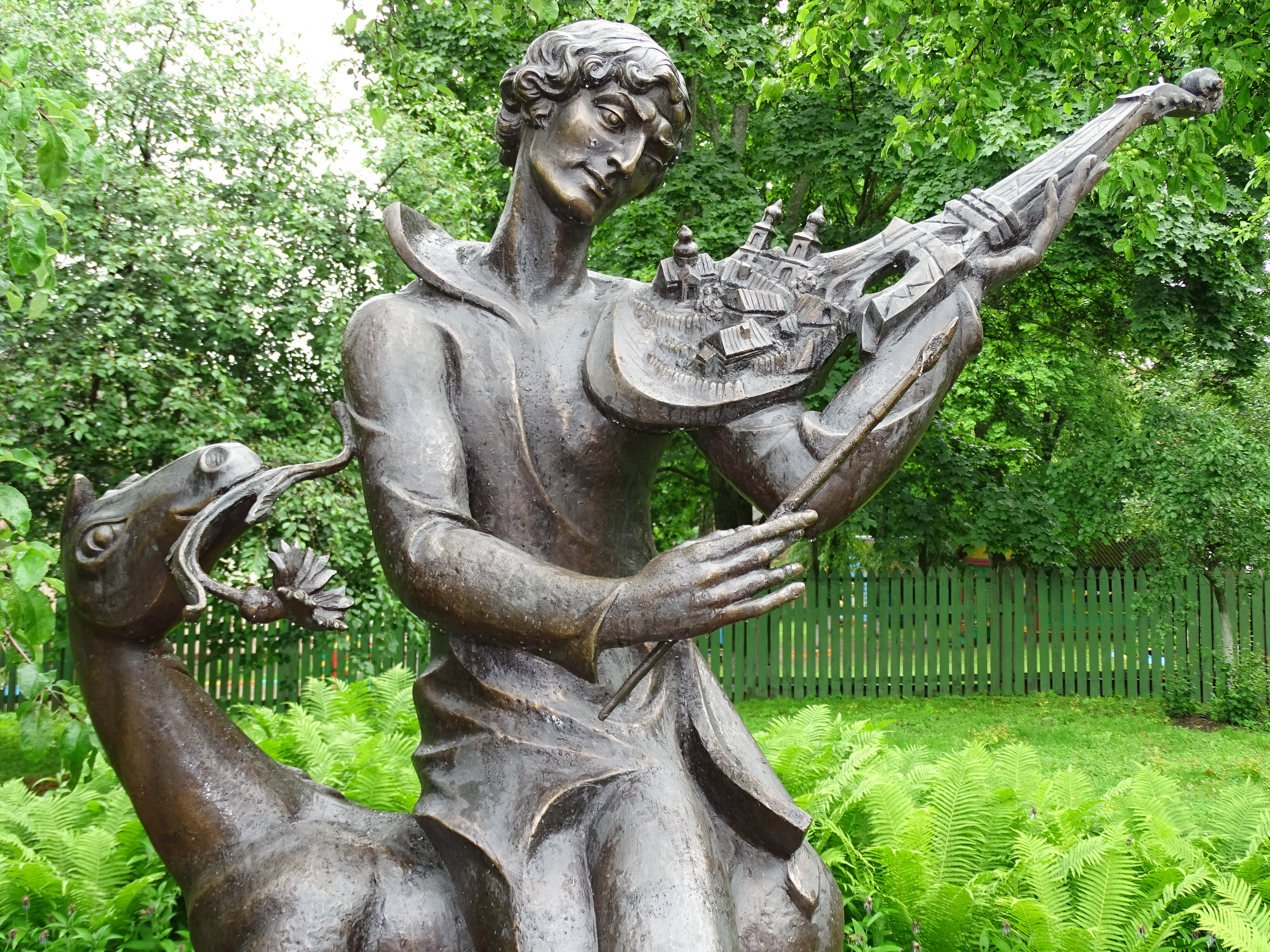
Rzeźba w ogrodzie (2016)